# 莫尔韦格
莫尔韦格是德国下萨克森州的一个市镇。总面积18.65平方公里，总人口883人，其中男性432人，女性451人（2011年12月31日），人口密度47人/平方公里。